# ㄼ
（標準語／文化語名稱： lieulbieub）是一個諺文字母，由ㄹ和ㅂ組成。並不出現於音節首（初聲），而只用於音節尾（終聲）。
當下個字以一般輔音為初聲時，該字的發音與相同，但若下個字以元音為首（初聲不發音）時，則該字終聲仍唸，下字初聲則改為。
但也有例外，例如以和開頭的複合詞。在這種情況下，該字的終聲為，如果下一個字以元音為首，則出現在最終語音中，而下字初聲則改為。

## 字符編碼
| 種類                | 種類         | 用途 | Unicode | HTML     |
| ------------------- | ------------ | ---- | ------- | -------- |
| 諺文相容字母        | 諺文相容字母 | ㄼ   | U+313C  | &#12607; |
| 諺文字母 應用       | 初聲         |      | U+A969  | &#43369; |
| 諺文字母 應用       | 終聲         |      | U+11B2  | &#4530;  |
| 漢陽私人 使用區應用 | 初聲         |      | (없음)  | &#63392; |
| 漢陽私人 使用區應用 | 終聲         |      | U+F899  | &#63641; |
| 半形字母            | 半形字母     | ﾬ    | U+FFAC  | &#65455; |